# Forældrekøb
Forældrekøb er, når du køber en ejerbolig for at leje den ud til dit barn.
Mange vælger forældrekøb, fordi det ofte bedre kan betale sig, end hvis barnet eksempelvis skal finde en lejebolig. Dette skyldes blandt andet den meget lave rente og de skattemæssige fordele, der knytter sig til et forældrekøb. Med forældrekøb skal man betale skat af indtægten. Med forældrekøb må man sætte prisen for udlejningen meget lavere end man må med markedslejen Forældrekøb er ofte også en fordel, mens barnet studerer, hvor forældrene kan sætte huslejen så lavt, som loven tillader det.[kilde mangler]
Når du som forælder foretager et forældrekøb, kan du på sigt vælge at sælge boligen til barnet på relativt fordelagtige vilkår.[kilde mangler]